# Zamek w Strusowie
Zamek w Strusowie (ukr. Струсівський замок) – zamek wybudowany w XVI w. nad rzeką Seret.

## Położenie
Zamek położony był w uroczysku Czortowa Debra wsi na Ukrainie, w obwodzie tarnopolskim, w rejonie trembowelskim.

## Historia
Miejsce na postawienie zamku wybrano na lewym brzegu rzeki Seret, która jest lewym dopływem Dniestru. Tak więc, zamek położony był po jednej stronie rzeki, natomiast miasto po drugiej. Fortyfikacja znacznej górowała nad doliną rzeki, więc z zamku był dobry widok na całe miasto. Prawdopodobnie zamek chronił nie tylko podejście do miasta od północy, ale także kontrolował główne drogi prowadzące do niego. W pierwszym okresie buntu Bohdana Chmielnickiego w 1648 r. wojska kozacko-tatarskie zajęły zamek, a Tatarzy splądrowali i nieomal całkowicie zniszczyli miasto. Na miejscu zamku zbudowano cerkiew św. Mikołaja oo. bazylianów.

## Architektura
W pierwszej połowie XVII w. zamek miał kształt prostokąta o wymiarach około 100 na 150 m i był chroniony wałami ziemnymi i rowami, a także umocnieniami z kamienia. Na przełomie XIX i XX w. postanowieniem hrabiny Lanckorońskiej zachowane zabudowania zamku rozebrano na materiały budowlane. Do czasów współczesnych zachowały się pozostałości murów obronnych zamku, ścian i rowów. 